# هبة الله بن جميع
هبة الله بن جميع ،يهودي مصري كان طبيب صلاح الدين الأيوبي من أهم كتبه (الإرشاد لمصالح الأنفس والأجساد) توفي عام 1198 ميلادية.